# Deva
Deva (în maghiară Déva, în germană Diemrich) este municipiul de reședință al județului Hunedoara, Transilvania, România, format din localitățile componente Deva (reședința) și Sântuhalm, și din satele Archia, Bârcea Mică și Cristur.

## Geografie
Deva se situează în partea centrală a județului Hunedoara, la 45° 52' latitudine nordică și 22° 54' longitudine estică, la o altitudine de 187 m față de nivelul mării, pe malul stâng al cursului mijlociu al Mureșului.
Orașul se învecinează cu Munții Poiana Ruscă și Munții Zarandului în vest, cu Munții Apuseni în nord, cu Măgura Uroiului în est. Spre sud, când condițiile atmosferice sunt propice, se zăresc în depărtare Munții Parâng și Munții Retezat.
Dealurile din apropierea orașului sunt ultimele ramificații nordice ale Munților Poiana Ruscă (înalțimea lor maximă este de 697 metri) și cuprind orașul ca într-un semicerc, ferindu-l de excese climatice.
Vârful Piatra Cozia (din satul Cozia) are altitudinea de 686 metri.

## Demografie
Componența etnică a municipiului Deva
     Români (74,28%)
     Maghiari (5,33%)
     Alte etnii (0,97%)
     Necunoscută (19,42%)
Componența confesională a municipiului Deva
     Ortodocși (65,93%)
     Romano-catolici (5,49%)
     Penticostali (2,35%)
     Reformați (1,78%)
     Baptiști (1,06%)
     Alte religii (2,62%)
     Necunoscută (20,77%)
Conform recensământului efectuat în 2021, populația municipiului Deva se ridică la 53.113 locuitori, în scădere față de recensământul anterior din 2011, când fuseseră înregistrați 61.123 de locuitori. Majoritatea locuitorilor sunt români (74,28%), cu o minoritate de maghiari (5,33%), iar pentru 19,42% nu se cunoaște apartenența etnică. Din punct de vedere confesional, majoritatea locuitorilor sunt ortodocși (65,93%), cu minorități de romano-catolici (5,49%), penticostali (2,35%), reformați (1,78%) și baptiști (1,06%), iar pentru 20,77% nu se cunoaște apartenența confesională.

### Evoluție istorică
La recensământul din 1910 Deva avea 8654 locuitori, din care 5827 vorbeau maghiara ca limbă maternă, 2417 româna și 276 germana. După religie, 3393 erau romano-catolici, 2551 ortodocși, 1292 reformați, 791 evrei, 314 greco-catolici și 242 luterani.
|  | Graficele sunt indisponibile din cauza unor probleme tehnice. Mai multe informații se găsesc la Phabricator și la wiki-ul MediaWiki. |

Date: Recensăminte sau birourile de statistică - grafică realizată de Wikipedia

## Toponimie
Toponimul Deva provine din cuvântul slav deva, care înseamnă „fecioară”.
Prima atestare documentară a cetății Deva datează din anul 1269, fiind menținoată prin cuvintele latine castro Dewa. Pe hărțile medievale ea apare fie sub numele de Deva sau Dewan.

## Clima
Așezat la o altitudine relativ joasă, într-o depresiune, orașul Deva beneficiază de cea mai temperată climă din întreg Ardealul, fiind ferit de curenți. Aerul vine dinspre vest și nord-vest. De-a lungul culoarului Mureșului se simt influențe submediteraneene, iar masele de aer atlantic incărcate cu umezeală nu afectează orașul, fiind protejat de Munții Apuseni și Munții Poiana Ruscă. Verile nu sunt excesiv de călduroase, iar iernile sunt blânde, lipsite de geruri puternice.

## Istorie
Pe dealul cetății din Deva au fost găsite urme de locuire din epoca neolitică.
Cetatea Deva a fost construită în timpul regelui Béla al IV-lea al Ungariei la mijlocul secolului al XIII-lea. La sfârșitul secolului al XIII-lea cetatea devine reședința voievozilor Roland Borșa și Ladislau I Kán, de unde aceștia își exercitau autoritatea asupra voievodatului Transilvaniei. Alegerea cetății drept reședință voievodală dovedește că aceasta era puternică și dispunea de construcții suficiente pentru a satisface pretențiile curții. După 1315 cetatea reintră în stăpânirea autorității regale, sub regele Carol Robert de Anjou. Castelanii cetății Deva au fost în secolul al XIV-lea și comiți ai comitatului Hunedoara.
În anul 1871 a fost înființat Liceul Real din Deva, în prezent Colegiul Național „Decebal” din Deva.
Până în 1920 orașul a fost reședința comitatului Hunedoara, apoi a județului Hunedoara (interbelic). Tribunalul din Deva s-a aflat sub jurisdicția Curții de Apel Cluj, până la desființarea curților de apel în anul 1952. Din 1992 se află sub jurisdicția Curții de Apel Alba Iulia.
Între 1952-1968 a fost reședința Regiunii Hunedoara, una din cele 18, apoi (din 1960) una din cele 16 regiuni ale României comuniste.

## Cultură
Biblioteca Județeană „Ovid Densusianu” Hunedoara — Deva este o instituție cu profil enciclopedic pusă în slujba comunității județene și care permite accesul nelimitat și gratuit la colecții, baze de date și la alte surse proprii de informații.
Asociația Culturală "Casina Națională" din Deva. A fost înființată în anul 1842. Are ca scop promovarea culturii din orașul Deva, dar și din județul Hunedoara.
Teatrul de Artă Deva, renovat în 2009, este un alt reper al culturii devene, pe scena acestuia fiind prezentate celebre piese de teatru, cum ar fi "Oscar și tanti Roz", regia artistică Mihai Panaitescu, " Frida " regia artistică MC Ranin sau "Arta adulterului " regia artistică Marius Oltean  iar în 2017 organizator al Festivalului Internațional de operă "Hunedoara lirică" cu ajutorul Consiliului Județean Hunedoara. De regie tehnica ocupându-se mulți ani Moraru Eugen.

### Comunitatea maghiară
În anul 2002 trăiau în Deva 5.975 maghiari, reprezentând 8,6% din totalul populației orașului. În Deva funcționează Grupul Școlar Teglas Gabor și Liceul Catolic, instituții cu limba de predare maghiară. În oraș funcționează editura Corvin.

### Asociația francofonă
La Deva a fost înființată în decembrie 1992 Asociația Franța-Deva (FraDev), de schimburi culturale cu Franța și cu țările francofone.

## Administrație și politică
Municipiul Deva este administrat de un primar și un consiliu local compus din 21 consilieri. Primarul, Lucian-Ioan Rus[*], de la Partidul Social Democrat, este în funcție din 1 noiembrie 2024. Începând cu alegerile locale din 2024, consiliul local are următoarea componență pe partide politice:

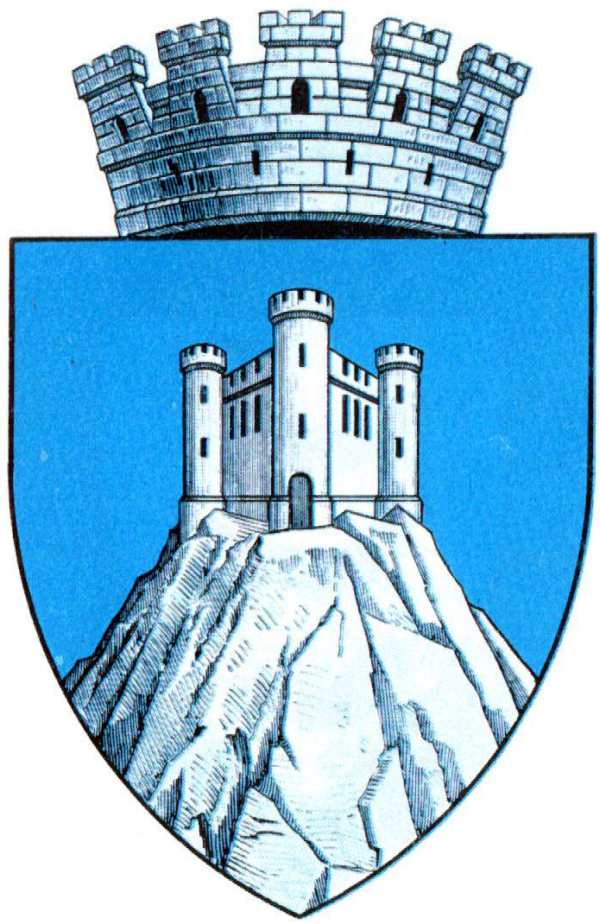
Stema municipiului Deva în cadrul Județului Hunedoara (interbelic)

|  | Partid                                 | Consilieri | Componența Consiliului | Componența Consiliului | Componența Consiliului | Componența Consiliului | Componența Consiliului | Componența Consiliului | Componența Consiliului |
|  | -------------------------------------- | ---------- | ---------------------- | ---------------------- | ---------------------- | ---------------------- | ---------------------- | ---------------------- | ---------------------- |
|  | Partidul Social Democrat               | 7          |                        |                        |                        |                        |                        |                        |                        |
|  | Partidul Național Liberal              | 4          |                        |                        |                        |                        |                        |                        |                        |
|  | Alianța pentru Unirea Românilor        | 3          |                        |                        |                        |                        |                        |                        |                        |
|  | Partidul Oamenilor Tineri              | 2          |                        |                        |                        |                        |                        |                        |                        |
|  | Uniunea Democrată Maghiară din România | 2          |                        |                        |                        |                        |                        |                        |                        |
|  | Alianța Dreapta Unită                  | 2          |                        |                        |                        |                        |                        |                        |                        |
|  | Forța Dreptei                          | 1          |                        |                        |                        |                        |                        |                        |                        |

## Obiective turistice

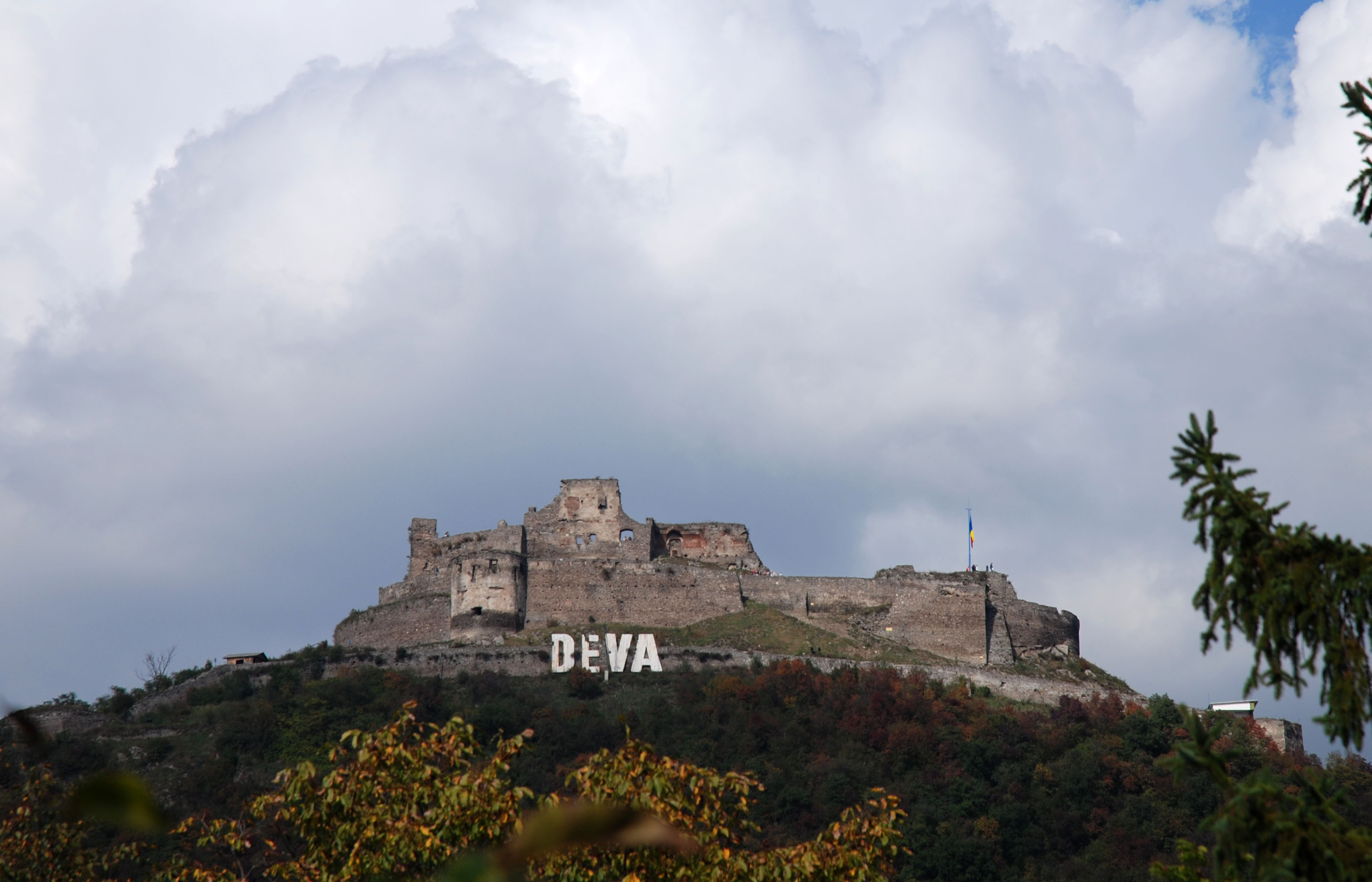
Ruinele cetății Deva

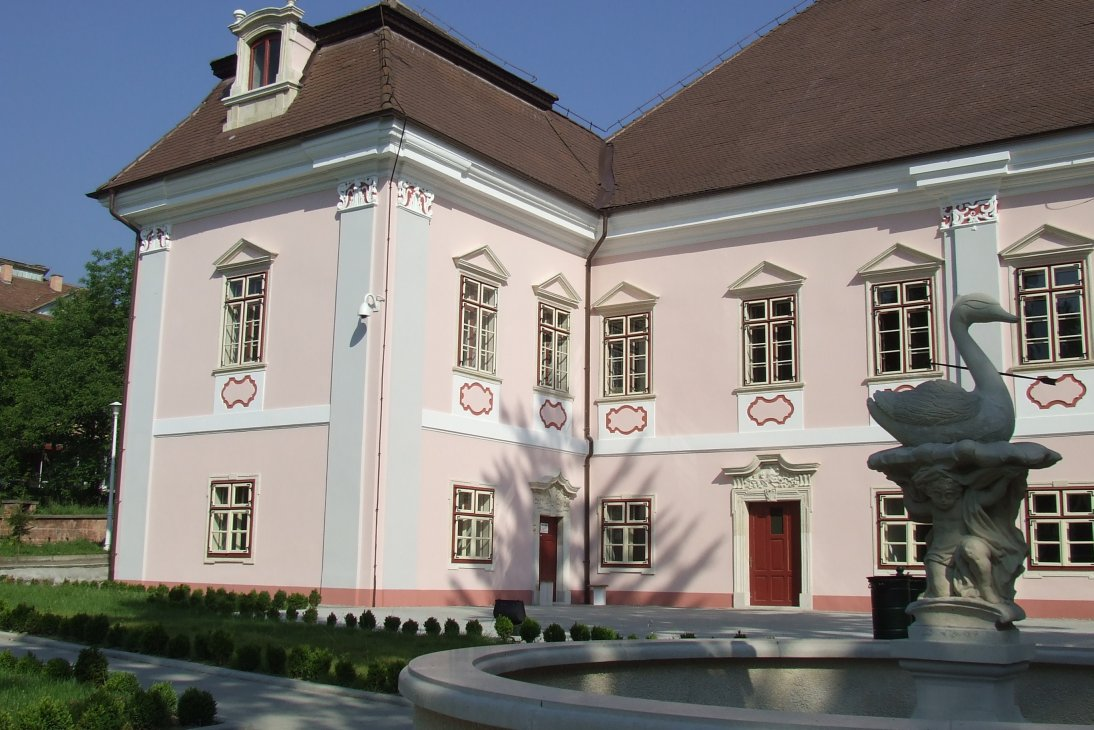
Castelul Magna Curia

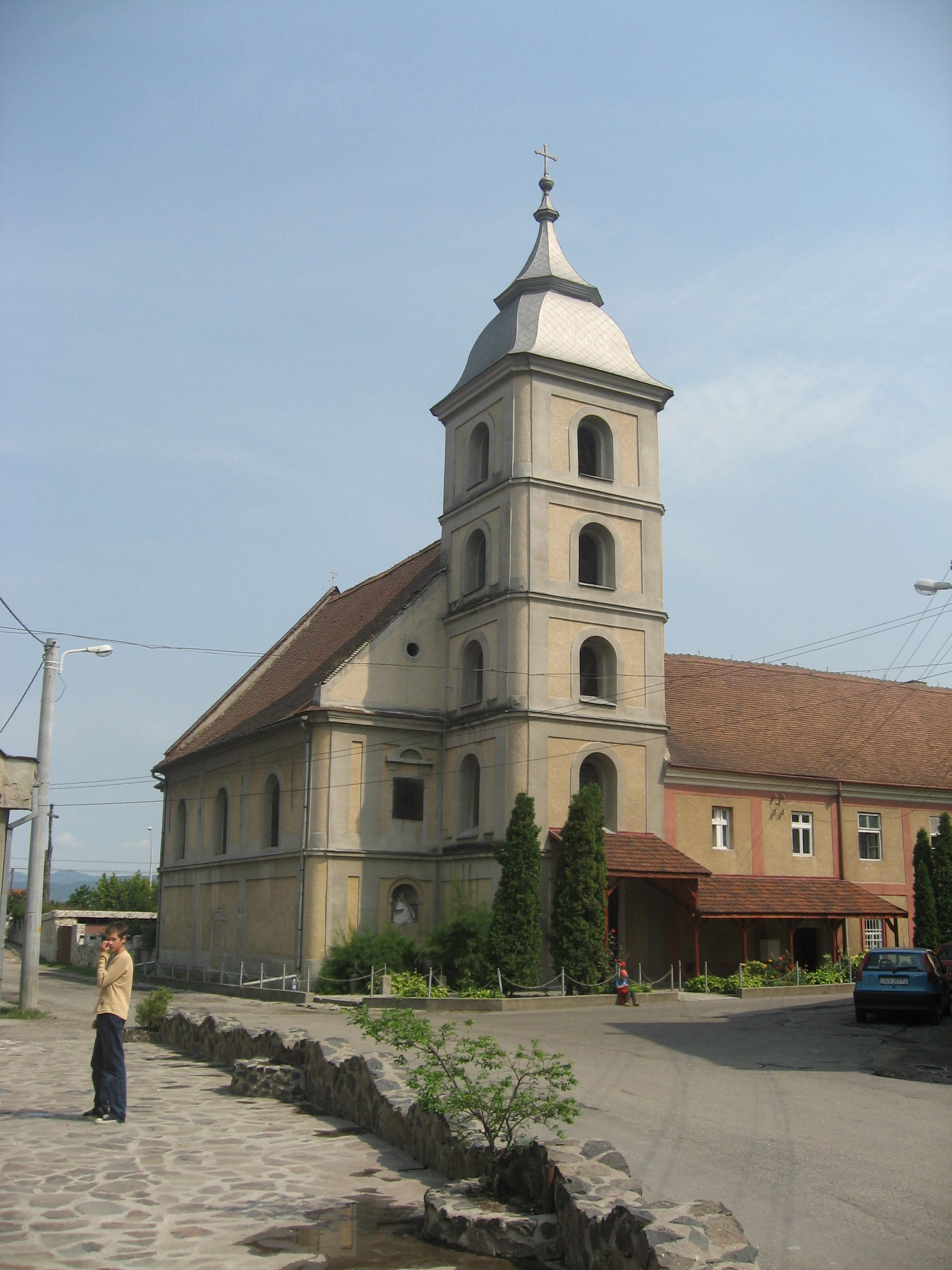
Mănăstirea franciscană

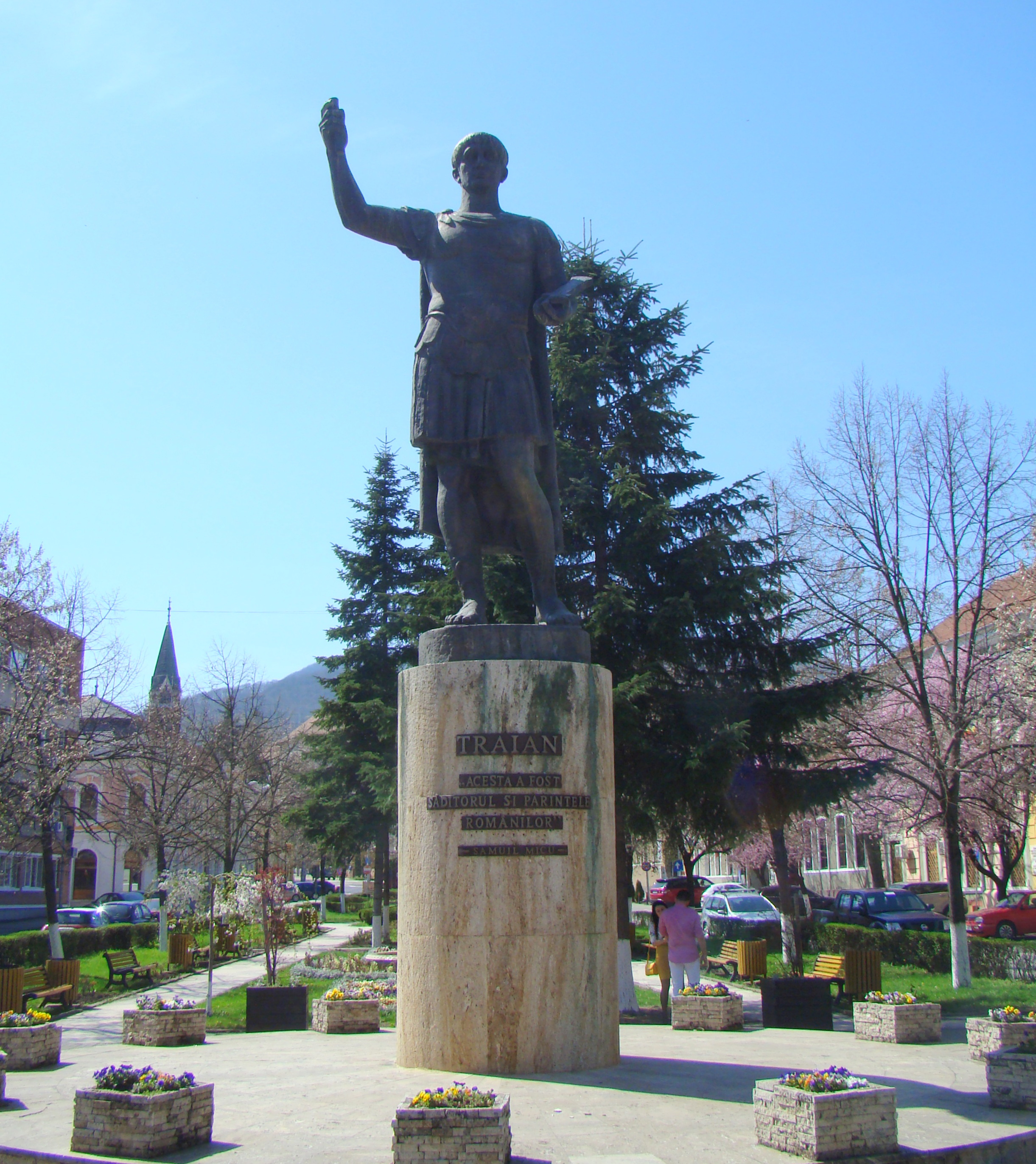
Statuia împăratului Traian din Piața Unirii

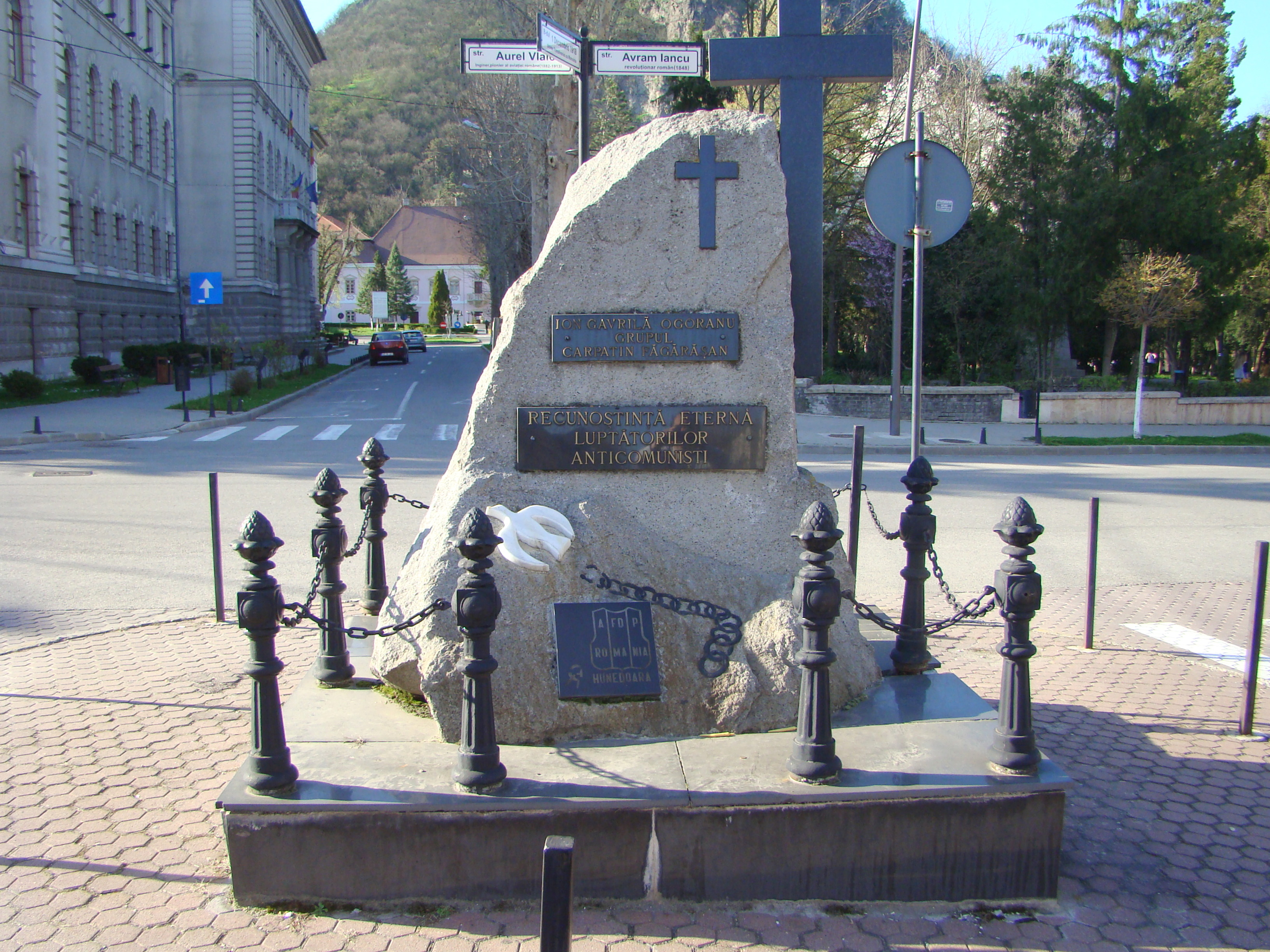
Monumentul luptătorilor anticomuniști

Ruinele Cetății Deva, de pe Dealul Cetății, au fost și rămân un obiectiv turistic important. În ultimii ani a fost conceput un program de amenajare a cetății, proiect foarte controversat, pentru a o pune în valoare și a o face accesibilă tuturor vârstelor: instalarea unui telescaun și amenajarea unei terase în incinta fortificației (idee abandonată ulterior la insistențele reprezentanților Muzeului Deva). Odată ajuns sus lângă ruinele cetății, ni se dezvăluie panorama orașului și a împrejurimilor. Se vorbește despre existența unui tunel subteran care unea Cetatea Devei de Castelul de la Hunedoara.
La poalele dealului se întinde „Parcul Cetății”. La intrarea dinspre sud a parcului se află casa lui Dr. Petru Groza („casa fără acoperiș” cum îi spun locuitorii vârstnici), care se preconizează a fi transformată în muzeu memorial. În centrul parcului rezistă de decenii chioșcul orchestrei, aflat în paragină.
În nord-vestul parcului, la marginea dinspre dealul cetății, se află castelul Magna Curia, construit în secolul XVI. Inițial castelul a fost conceput în stilul Renașterii, dar restaurările ulterioare (din timpul lui Gabriel Bethlen, în anul 1621, precum și cele din prima jumătate a secolului XVIII) i-au adăugat și elemente de artă barocă. În prezent complexul arhitectonic Magna Curia adăpostește Muzeul Județean Deva (secțiile de istorie și științe naturale).
La marginea de est a parcului se află Colegiul Național Sportiv „Cetate” din Deva, renumit pentru generațiile de gimnaste precum: Nadia Comăneci (sub îndrumarea antrenorului Bela Karolyi), Ecaterina Szabo (antrenori Octavian Belu și Mariana Bitang), Daniela Silivaș ș.a. Olimpicele au fiecare câte o statuie-bust. După sala de sport se ascunde „Stadionul Cetate”, unde evoluează echipa de fotbal „Mureșul Deva”, terenul de antrenamente, terenuri de tenis de câmp și Complexul Aqualand (țara apei). Proiectul de amenajare a cetății a fost în final realizat cu plecarea cabinei din acest punct: parcarea stadionului.
De-a lungul străzii pietonale a orașului și pe străzile adiacente, încă mai rezistă clădiri caracteristice ale altor epoci: Palatul Tribunalului, Judecătoria, Parchetul Județean, Colegiul Național „Decebal" Deva, renovat în 2004, Teatrul de Artă Dramatică, fostul sediu al Băncii Naționale, Primăria, Biserica Reformată, restaurantul Casina (fostul Bachus și mai apoi cazarmă militară), Liceul Pedagogic „Sabin Drăgoi” și Școala Generală „Regina Maria”.
Mănăstirea Franciscană se află într-un cartier învecinat cu parcul orașului.
În Deva există o statuie a împăratului Traian, precum și mai multe statui ale lui Decebal. Casa de Cultură poartă numele interpretului Drăgan Muntean. Un alt obiectiv memorial este Cimitirul Eroilor Sovietici, situat pe strada Călugăreni, strada care urcă din spatele Casei de Cultură. Pe bulevardul Decebal funcționează o galerie de artă.
Foarte recent a fost construit un sens giratoriu care concurează cu cel din orașul Alba Iulia. Această lucrare este vizavi de Piața Arras sau "La Place Arras", simbolul înfrățirii Devei cu orașul Arras din Franța. Piața Arras este înfrumusețată cu un grup statuar al gimnastelor devene, iar acum este pusă în valoare de noul sens giratoriu.

## Învățământul superior
- Societatea „Ateneul Român” - Universitatea Ecologică „Traian”
- Universitatea „Spiru Haret” (filială)
- Universitatea de Vest Timișoara. Colegiul de Institutori
- Universitatea de Vest „Vasile Goldiș” (filială)

## Lista cartierelor din Deva
- Almașu Sec
- Archia
- Aurel Vlaicu
- Bârcea Mare
- Bârcea Mică
- Bejan
- Carpați
- Cârjiti
- Călugăreni
- Ceangăi
- Cetatea Devei
- Centru Vechi
- Cozia
- Cherges
- Cristur
- Dacia
- Deva Nouă
- Dealul Paiului
- Dorobanți
- Emanoil Gojdu
- Gară
- Opera
- Orizont
- Matei Corvin
- Măgura
- Mărăști
- Micro 15
- Micu Dallas (Oituz)
- Mintia
- Mureș
- Progresul
- Sântuhalm
- Spital
- Șarmiș
- Unitate Militară Deva
- Viile Noi
- Zamfirescu
- Zăvoi
- Zona Liceelor
- Zona Industrială

## Personalități
- Mátyás Dévai (ca. 1500 - 1547), reformator protestant
- Franz Nopcsa (1877 – 1933), naturalist, geolog și unul din fondatorii paleontologiei
- Petru Groza (1884 – 1958), prim ministru al României
- Ștefan Péterfi (1906 – 1978), botanist, membru titular al Academiei Române
- George Homoștean (1923 - 2016), demnitar comunist, ambasador
- Victor Varvescu (1923 - 1986) gazetar
- Bujor Almășan (1924 - 1998), politician comunist, născut la Deva;
- Ileana Oroveanu (1925 - 2005), pictoriță, creatoare de vestimentație;
- Ion Oroveanu (1927 - 2014), scenograf
- Mihai Caranica (1943 - 2023), sculptor;
- Drăgan Muntean (1955 - 2002), a fost un cunoscut solist vocal de folclor muzical românesc din Ardeal.
- François Bréda (n. 1956), eseist, poet, critic literar, traducător, dramaturg, membru al Uniunii Scriitorilor din România.
- Adrian Sitaru (n. 1971), regizor
- Daniela Silivaș (n. 1972), gimnastă, laureată la Jocurile Olimpice de vară din 1988
- Sanda Nicola (n. 1978), jurnalistă de televiziune
- Raluca Lăzăruț (n. 1982), actriță, prezentatoare TV;
- Raluka (n. 1989), cântăreață
- Bogdan Juratoni (n. 1990), pugilist;
- Lidia Buble (n. 1993), cântăreață de muzică pop.

## Orașe înfrățite
- Arras (Franța) — în onoarea acestei înfrățiri una din piețele Devei poartă numele de „Piața Arras”
- Cherbourg-Octeville (Franța)
- Szigetvár (Ungaria)
- Yancheng (China)

## Imagini

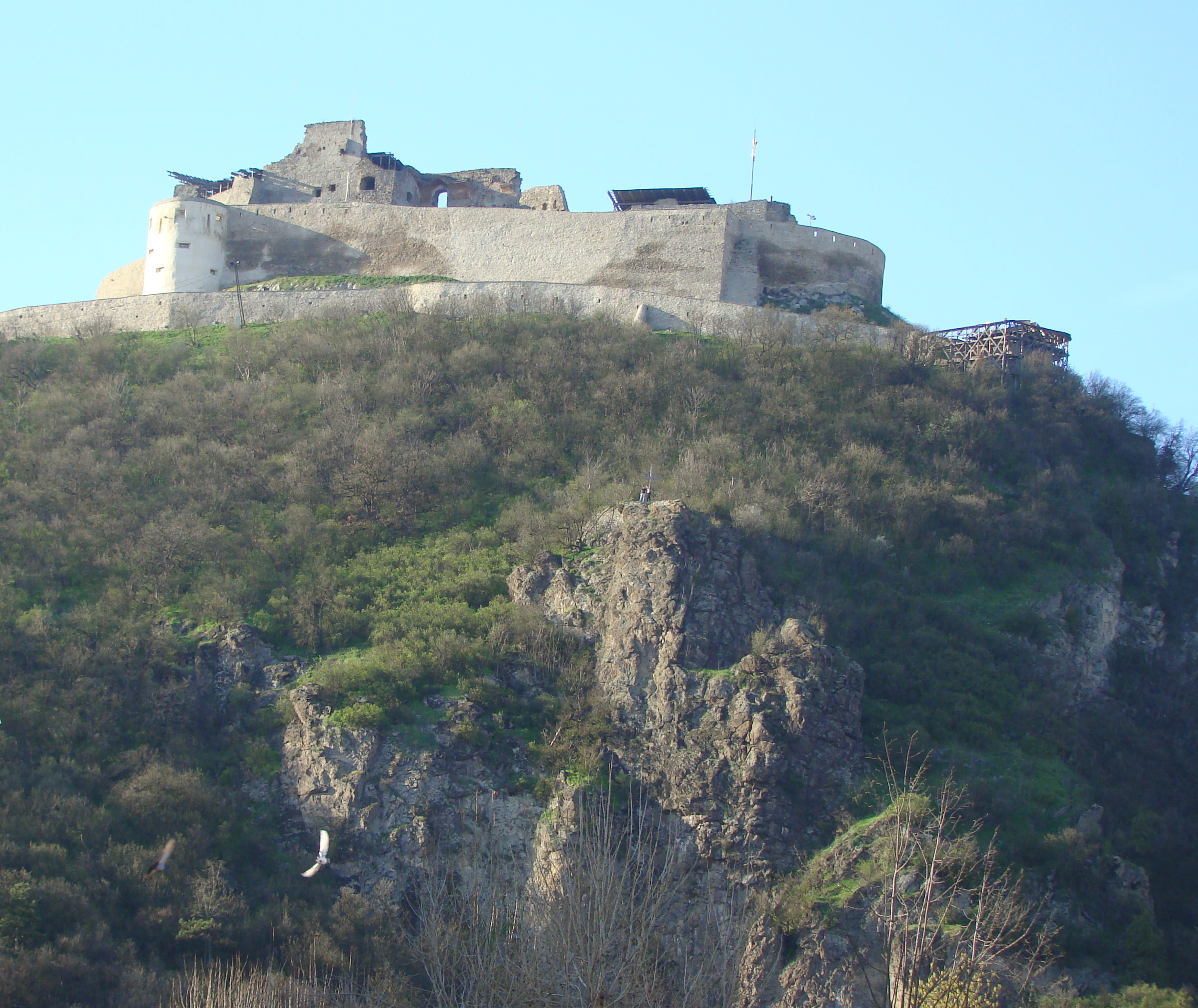
Cetatea Devei (monument istoric)
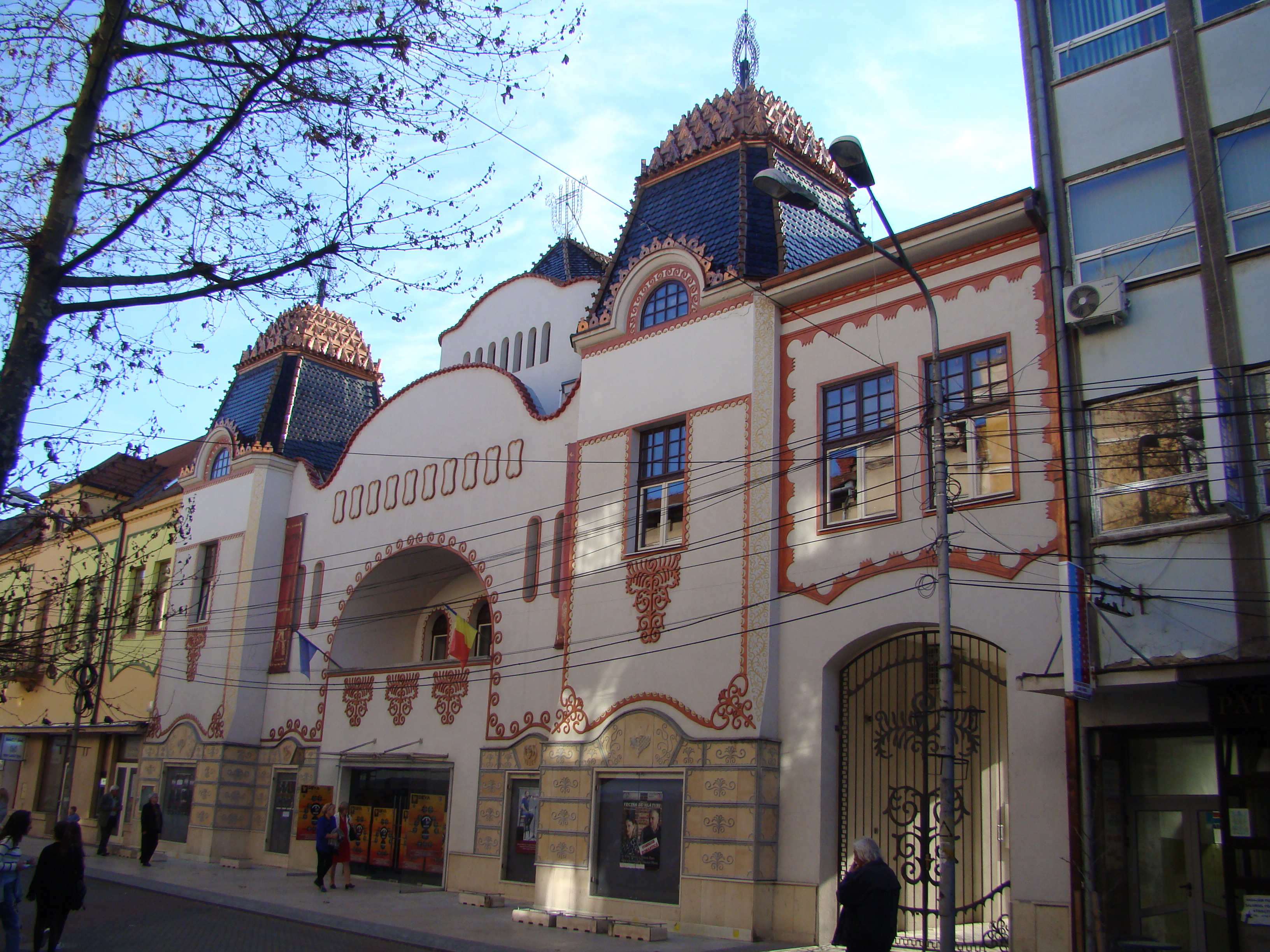
Teatrul de Artă (monument istoric)
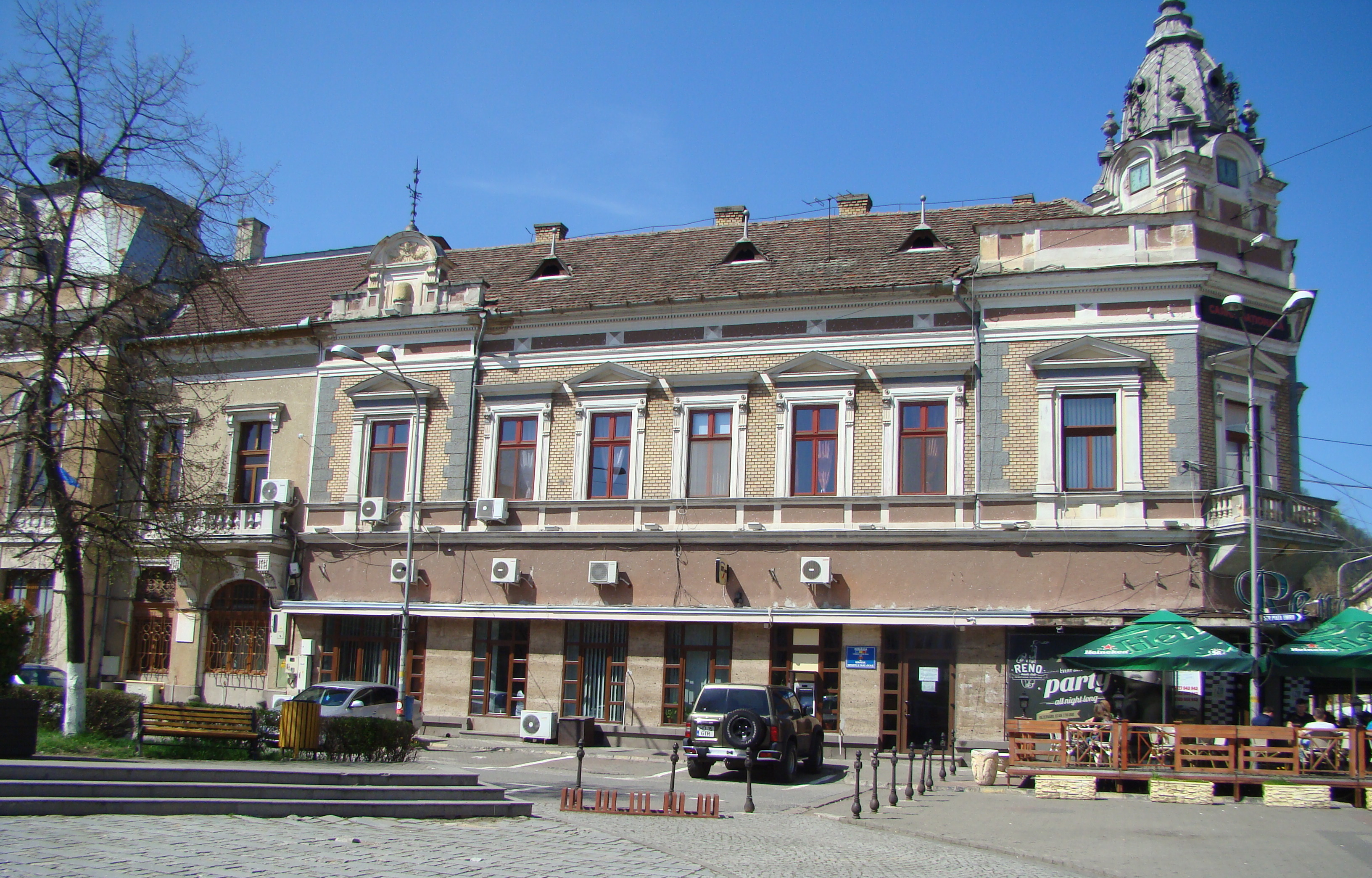
Hotel „Orient” (monument istoric)
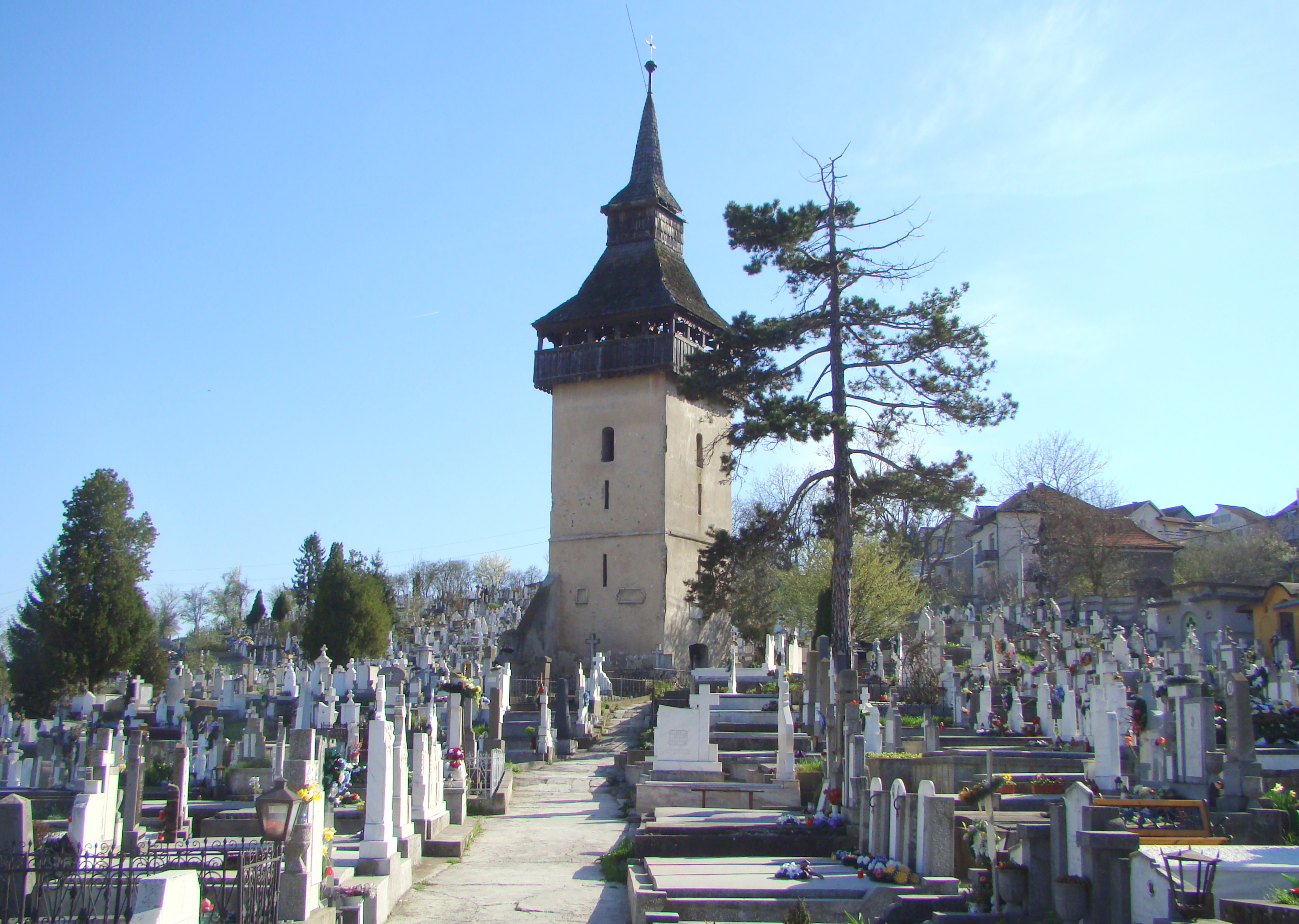
Turnul vechii biserici ortodoxe (monument istoric)
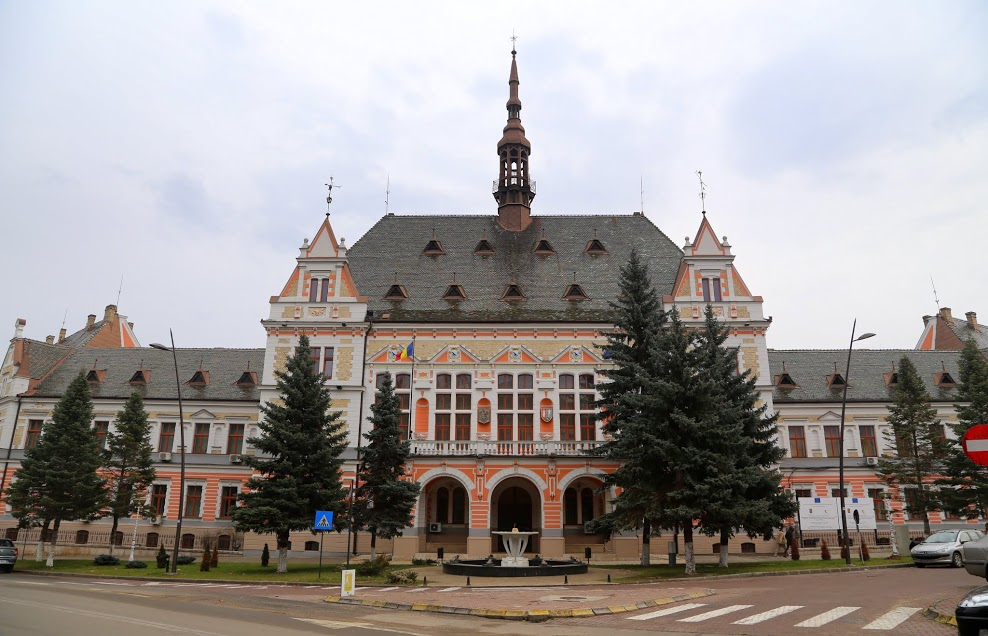
Prefectura (monument istoric)
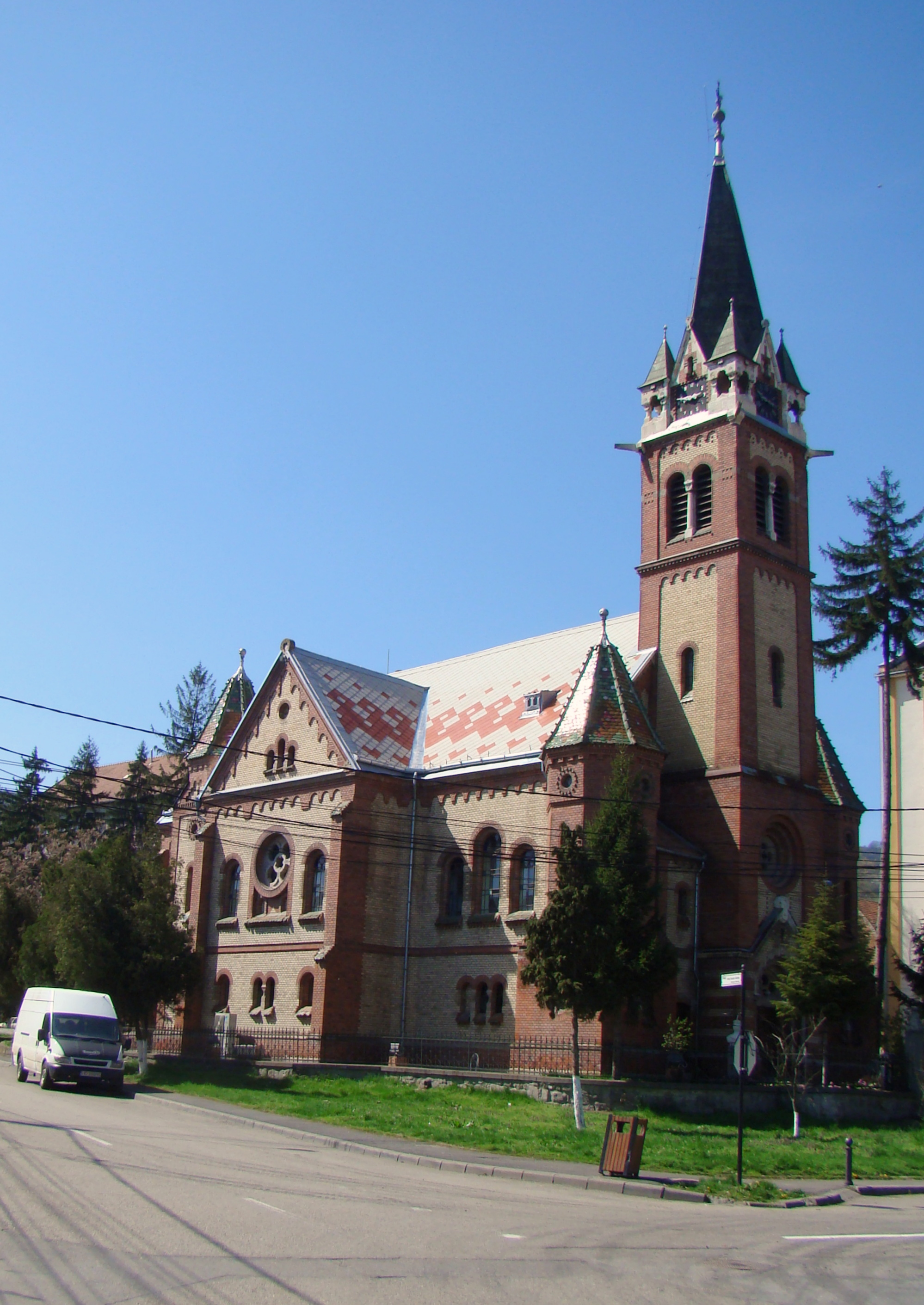
Biserica reformată din Piața Unirii (monument istoric)
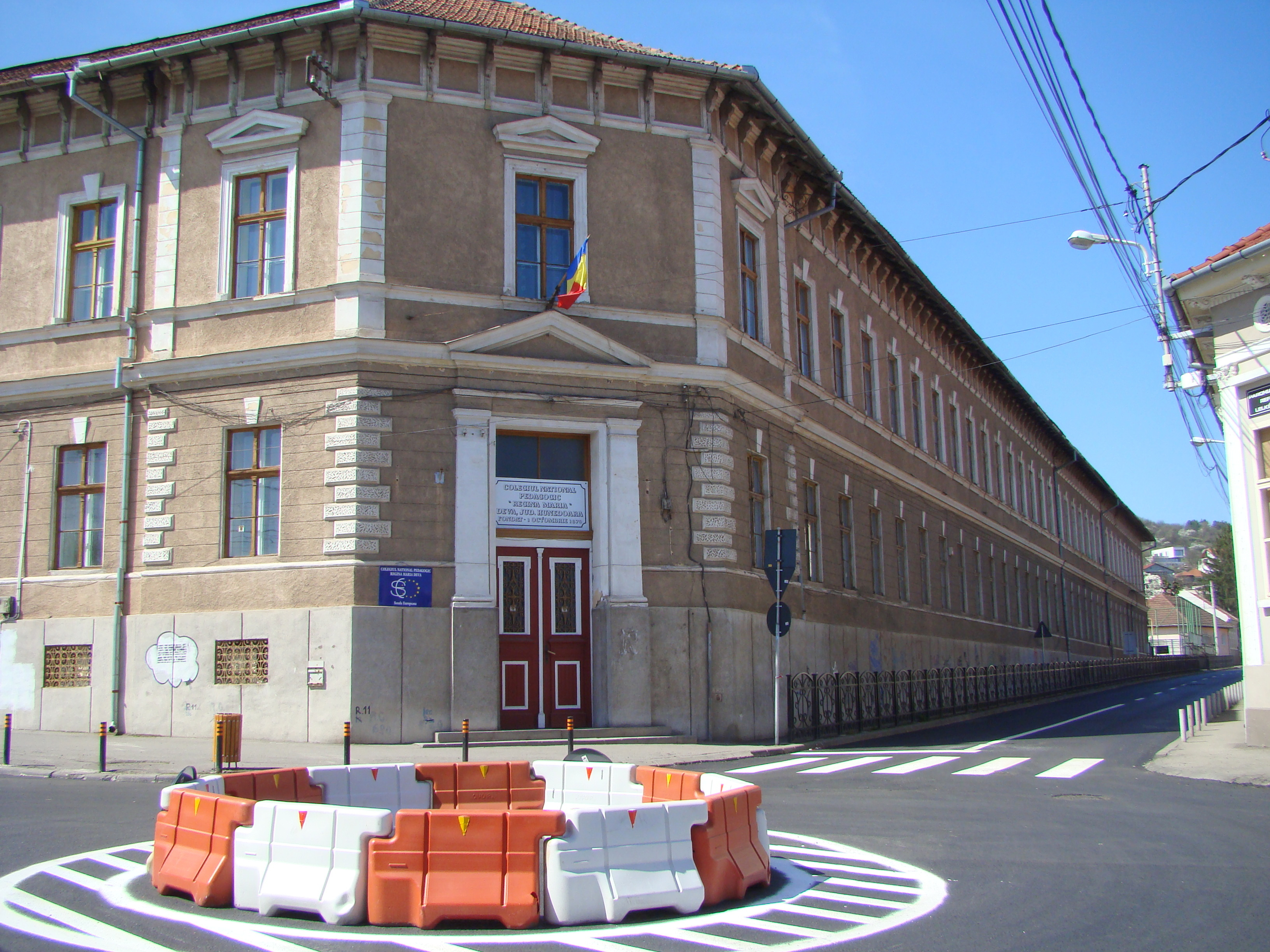
Școala generală „Regina Maria” (monument istoric)
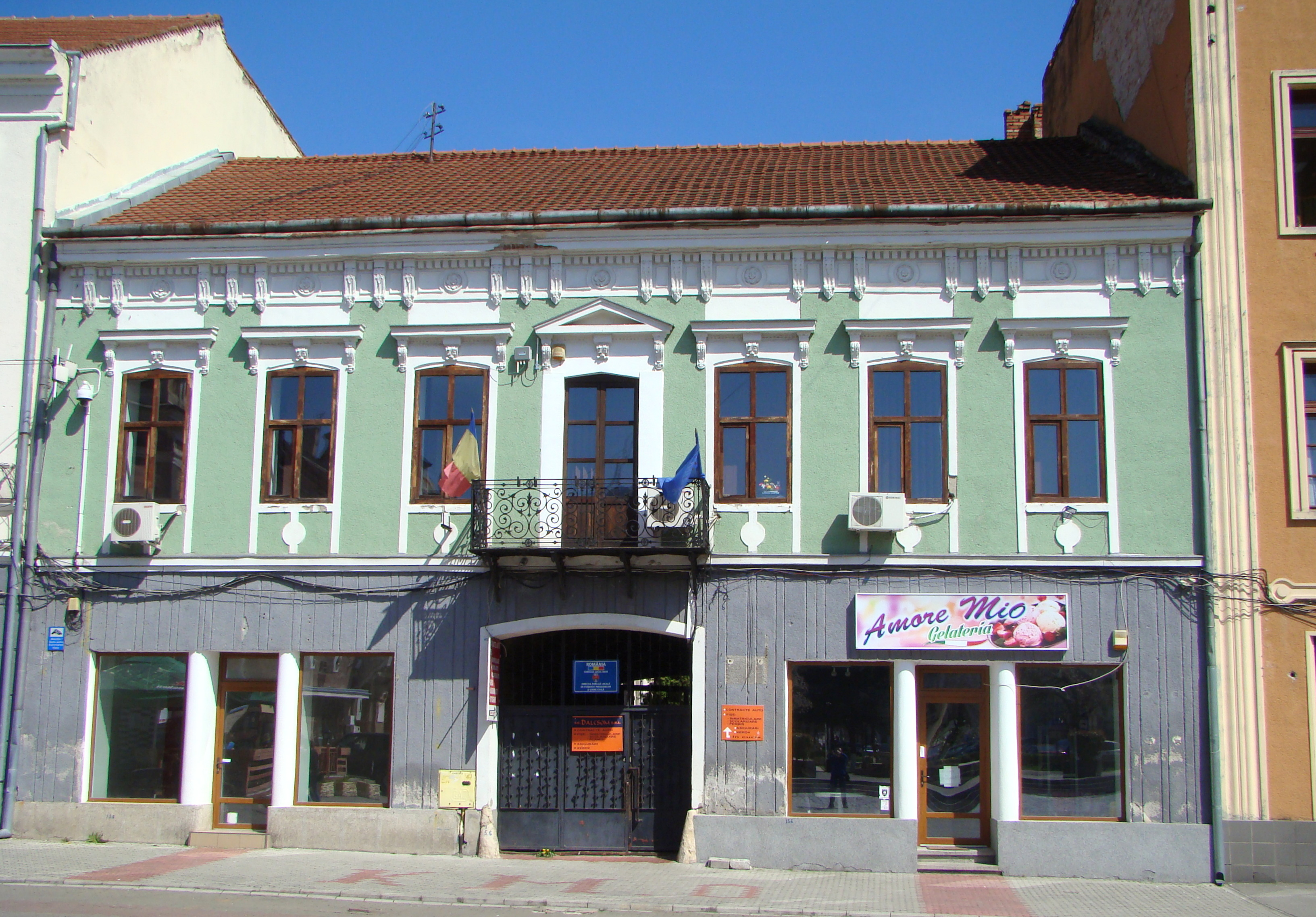
Fostul sediu al Băncii Dacia și al Băncii Naționale (monument istoric)
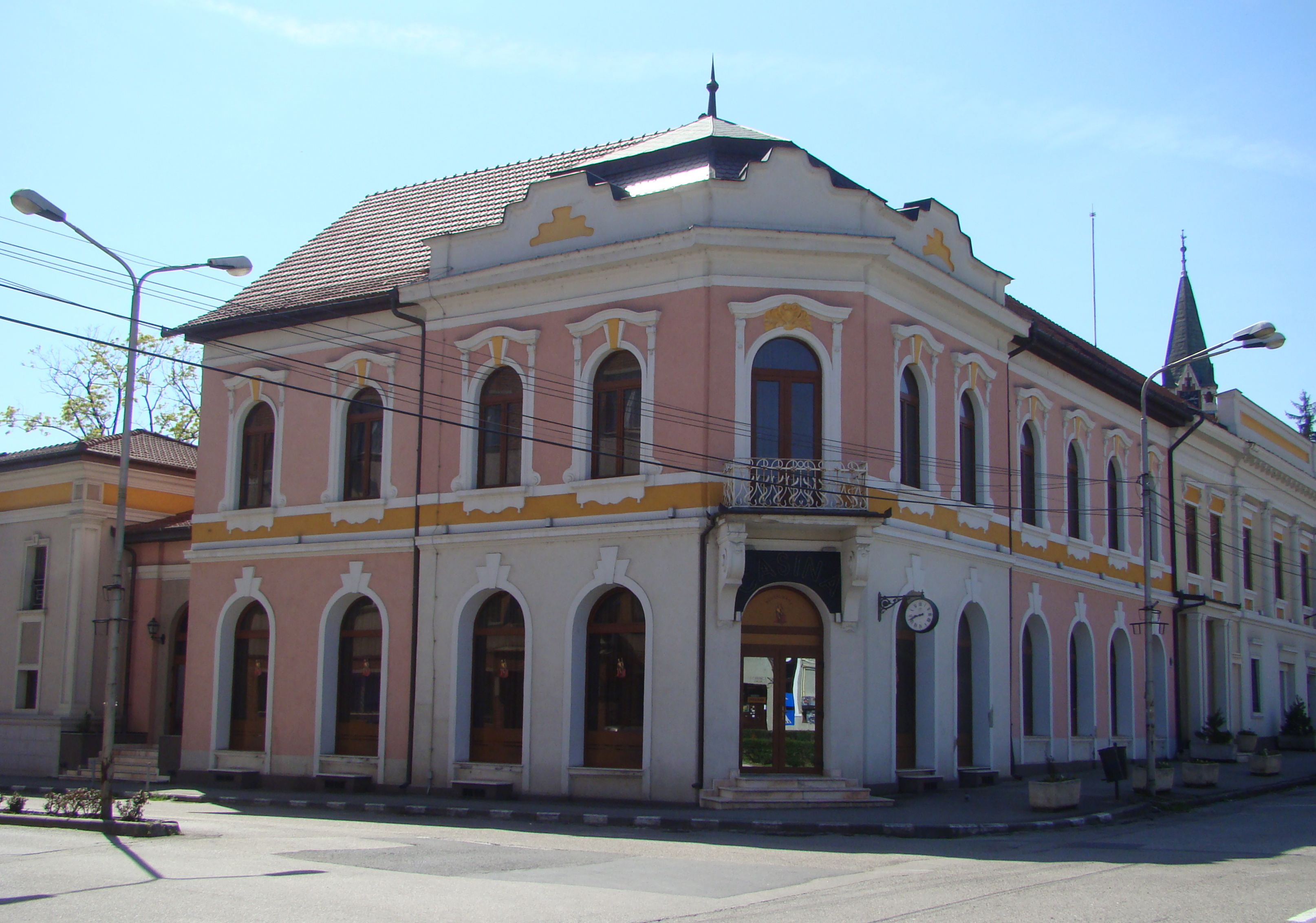
Casina Română (monument istoric)
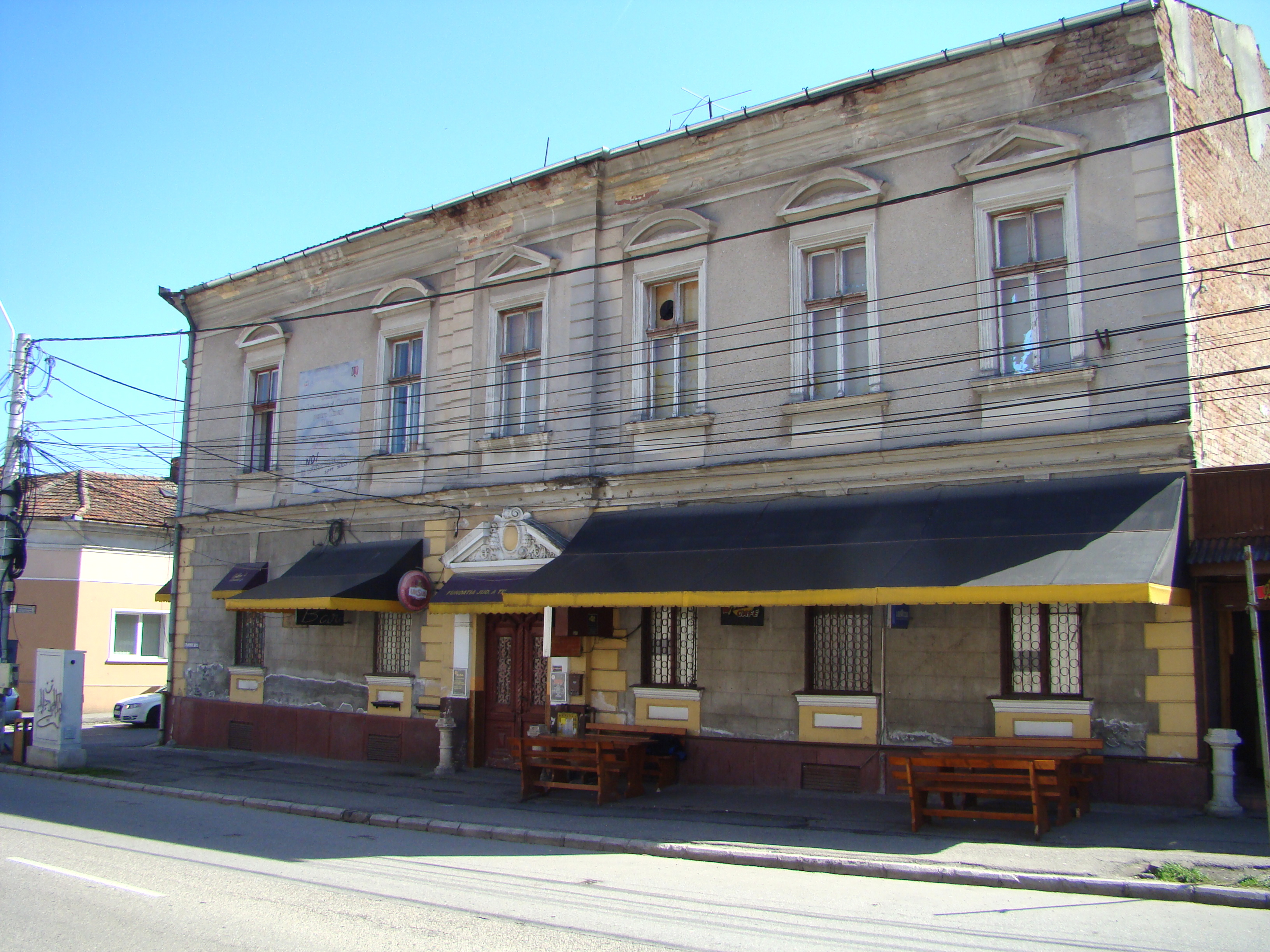
Parva Curia, azi sediul Direcției pentru Tineret Hunedoara (monument istoric)
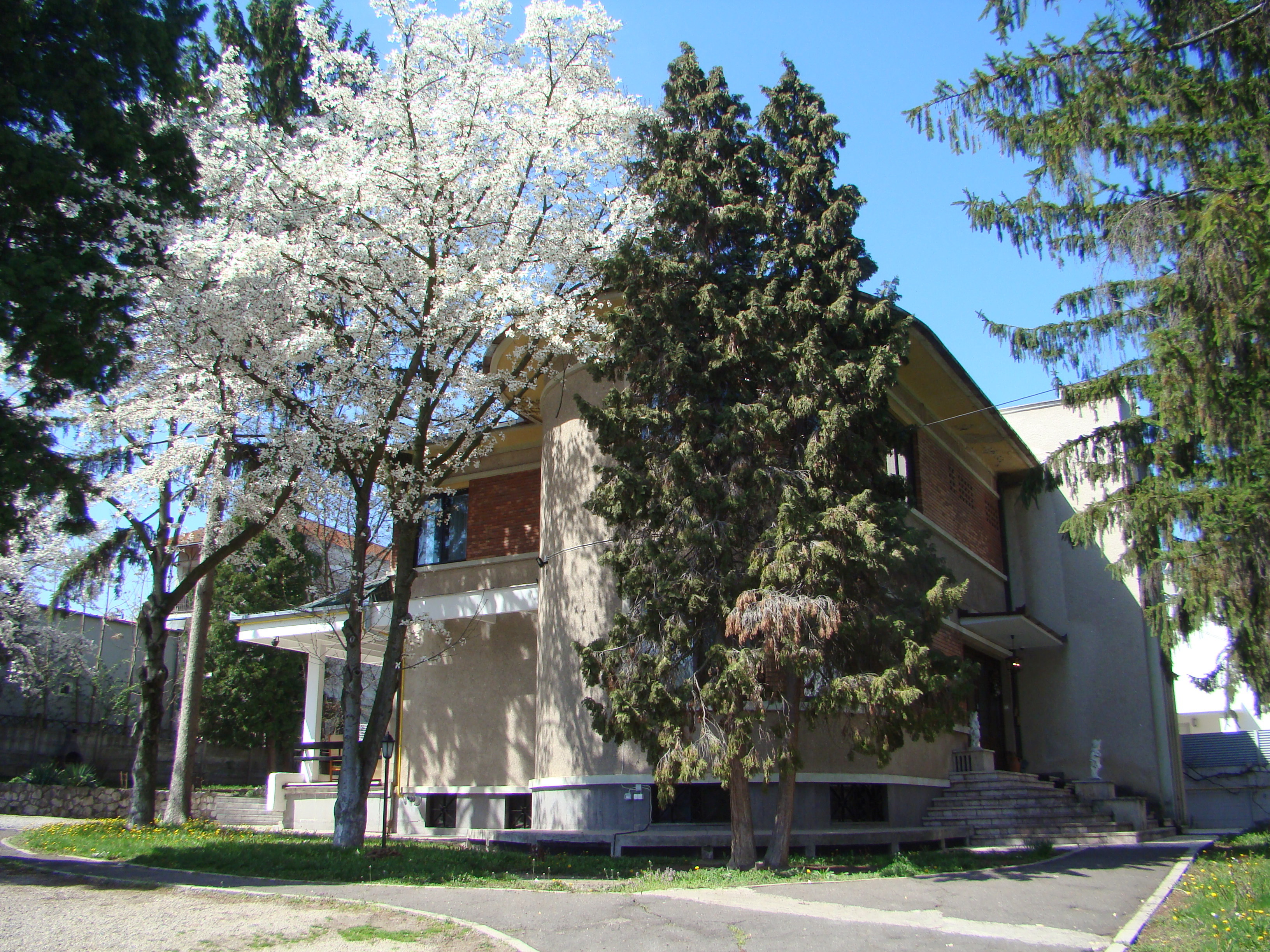
„Casa Negustorului” (fostă reședință a lui Nicolae Ceaușescu din Deva)
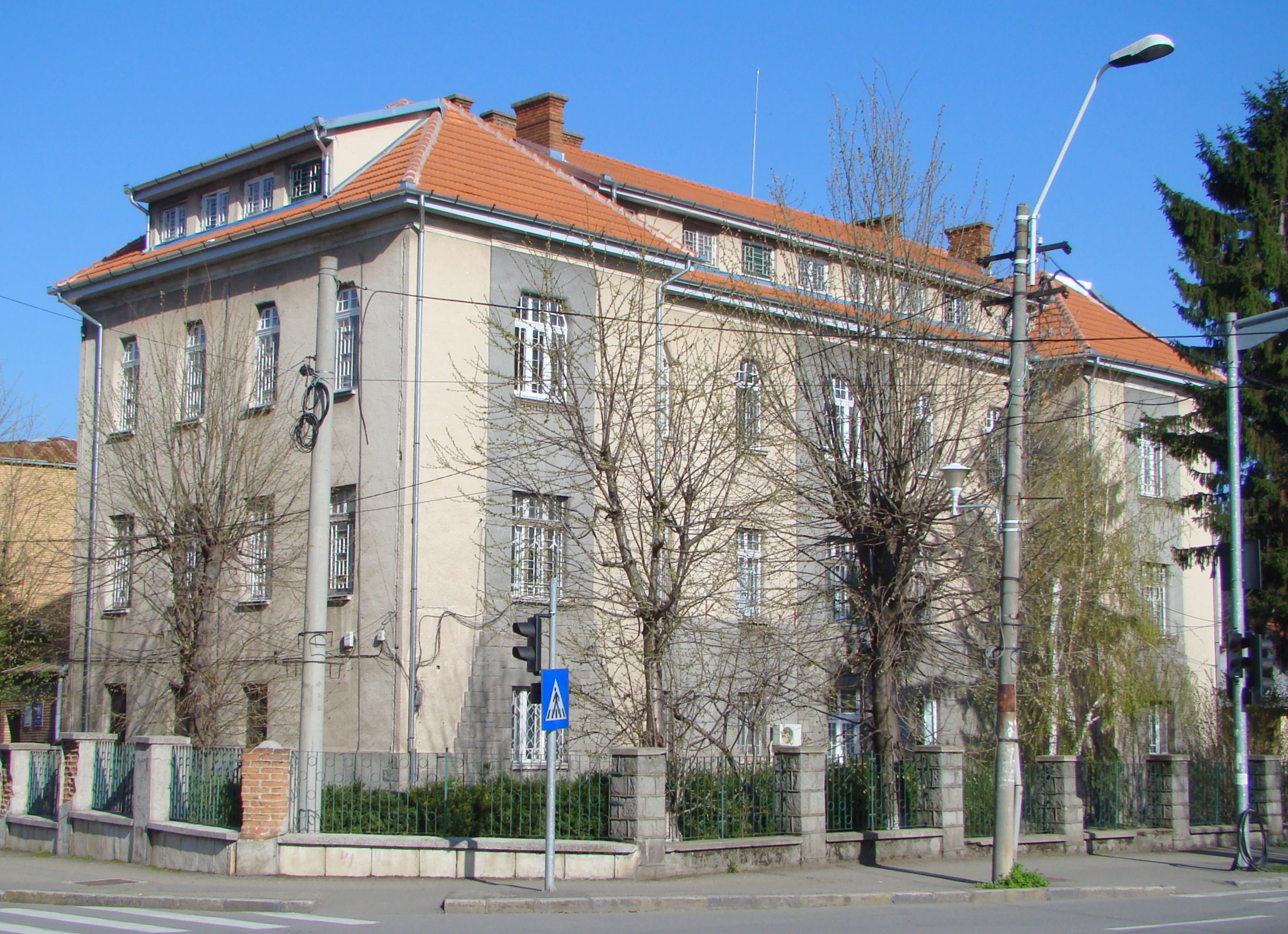
Spitalul de pediatrie (clădire monument istoric)
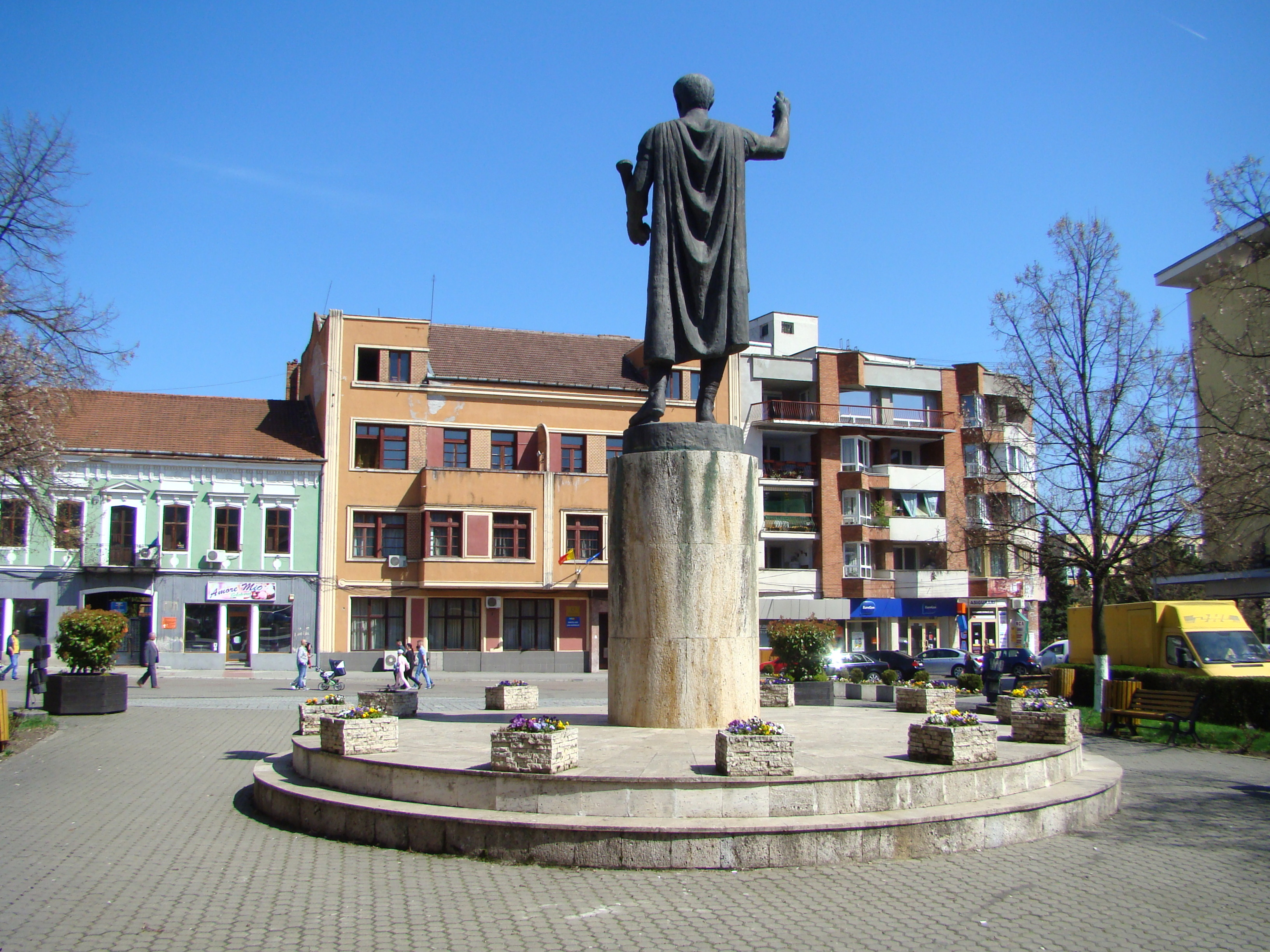
Ansamblul urban „Piața Unirii” (monument istoric)
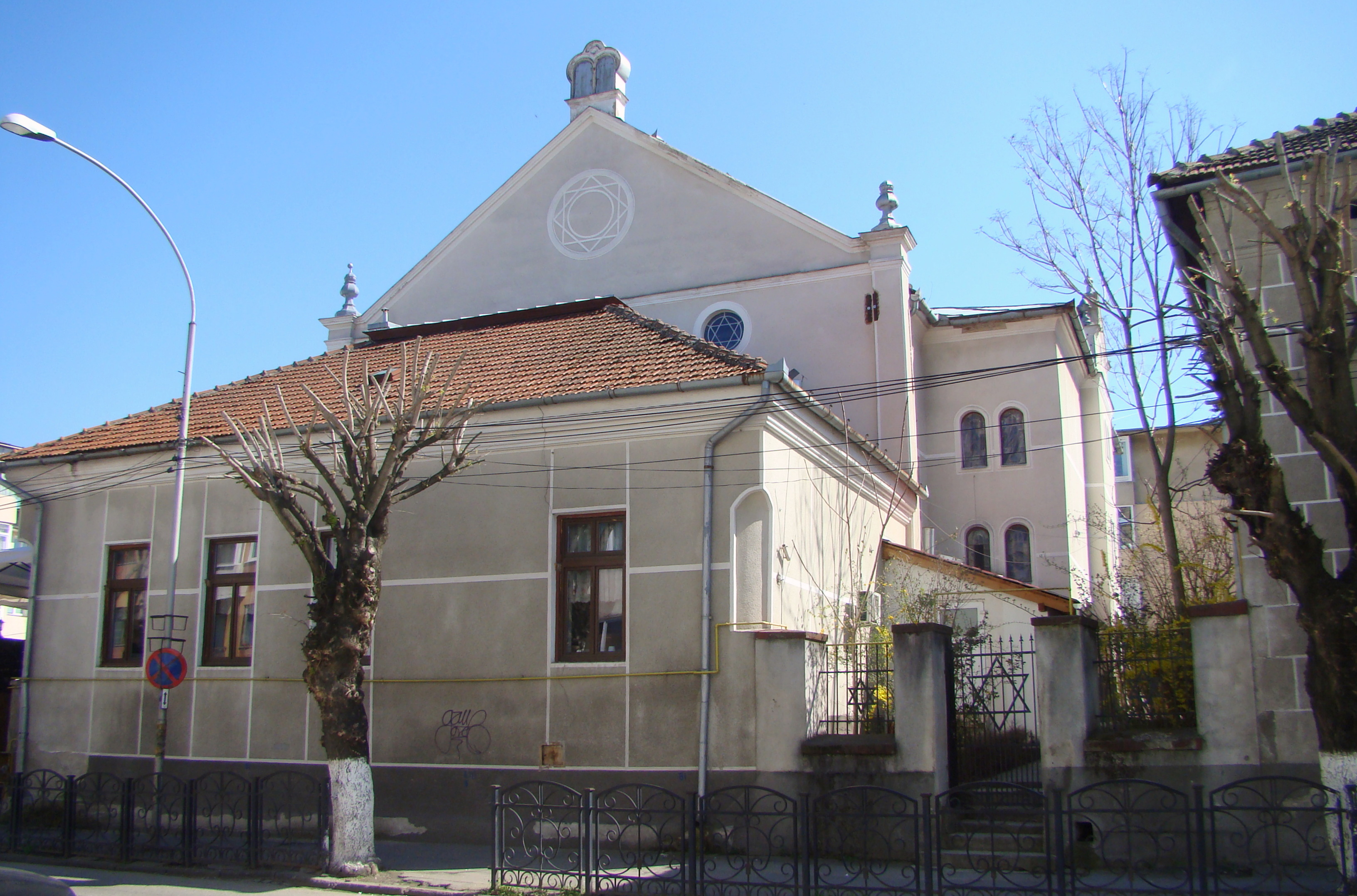
Sinagoga din Deva (monument istoric)
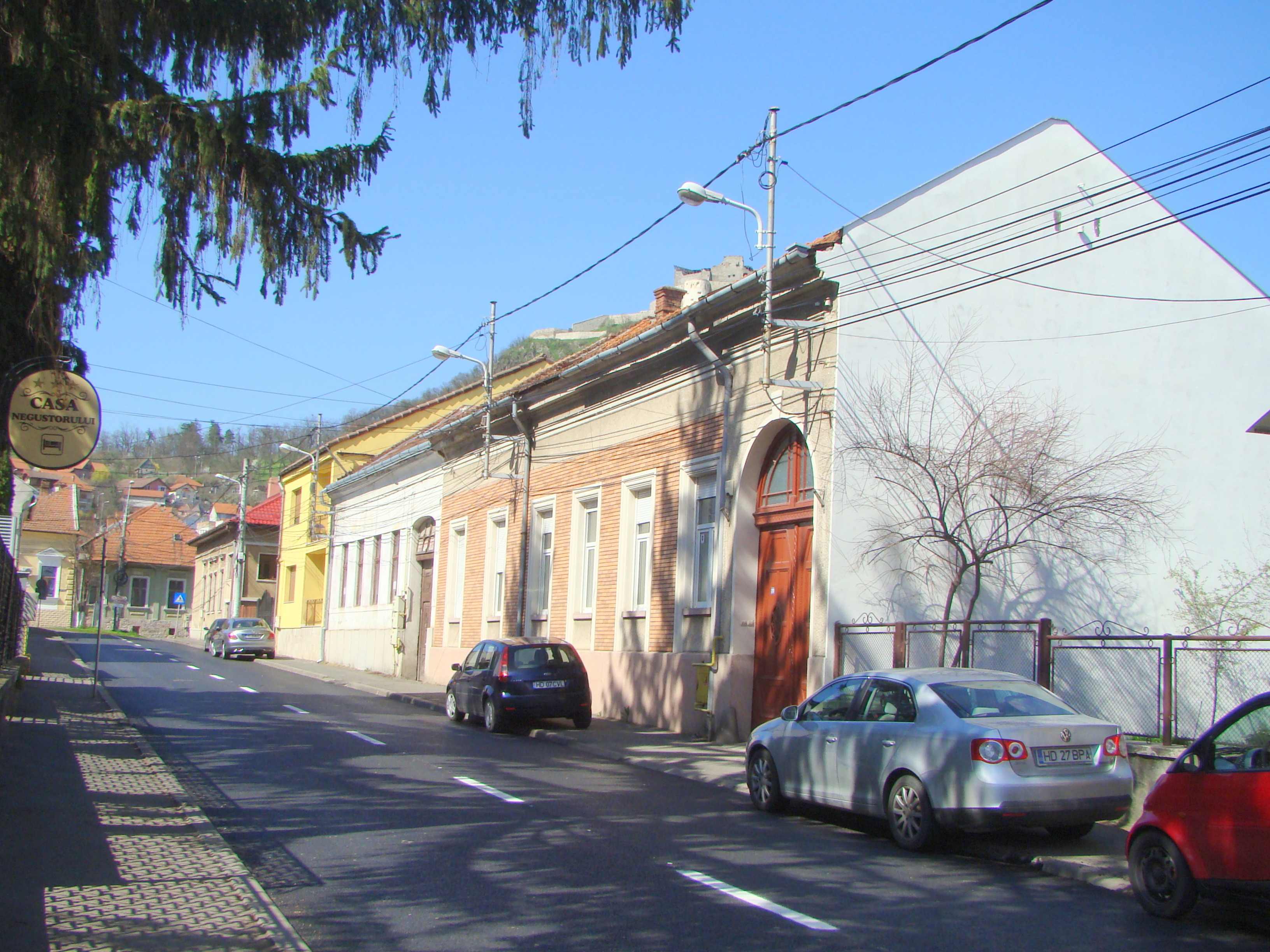
Ansamblul urban „Str. Lucian Blaga” (monument istoric)
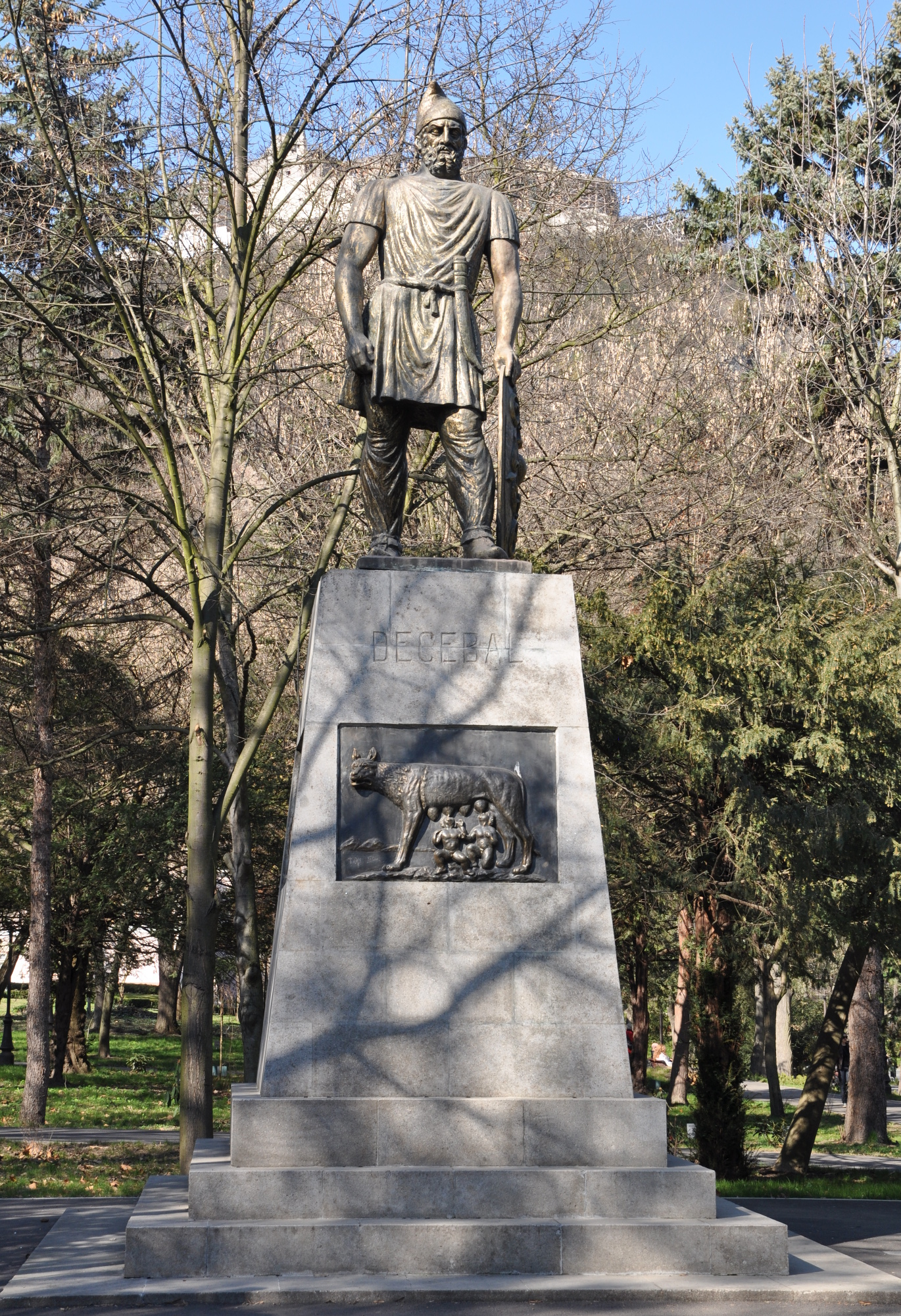
Statuia lui Decebal (monument istoric)